# Bertha Keyser

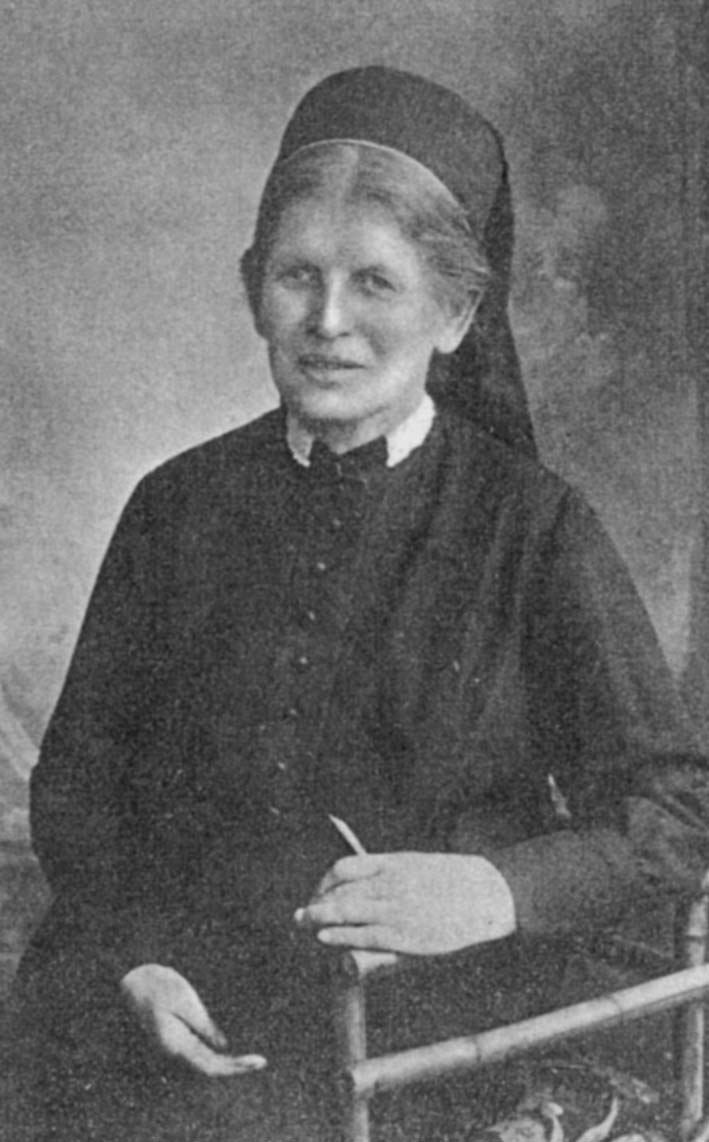
Die Missionarin und Sozialarbeiterin Keyser.

Bertha Keyser  (* 24. Juni 1868 in Maroldsweisach; † 21. Dezember 1964 in Hamburg) widmete sich der Pflege und Betreuung der Armen in St. Pauli in Hamburg. Bekannt wurde sie als „Engel von St. Pauli“.

## Leben und Werk

### Frühe Jahre und Ausbildung
Bertha Keyser wurde am 24. Juni 1868 in Maroldsweisach in Unterfranken geboren. Nach dem Schulbesuch begann sie mit einer Bäckerlehre. Bald schon zog es sie in jungen Jahren in die Ferne: sie lebte als Kindermädchen in England, später als Reisebegleiterin in Amerika, dann als Kammerzofe einer Gräfin in Paris. Später resumierte sie über diese Zeit: „Das reiche, satte Leben bei meinem Duc bekam mir nicht. Und zum Entsetzen aller ging ich zu den Armen und wurde später Gefängniswärterin in einem Pariser Frauengefängnis.“ Danach arbeitete sie als Erzieherin in einem Heim für „gefallene Mädchen“.

### Arbeit in St. Pauli
1913 kam sie nach Hamburg zur Strand-Mission. Sie gründete 1914 am Alten Steinweg 25 mit Spendenmitteln ein Missionswerk und 1927 in der Winkelstraße 17 das Frauenobdachlosenheim Fels des Heils. Sie unterhielt in den 1920er Jahren drei Feldküchen, die täglich 600 Essen an Bedürftige ausgaben und sie kümmerte sich um die Obdachlosen („Sperlinge Gottes“, wie sie die in der Großstadt Gestrandeten nannte, wenn sie bei den Reichen um Geld für ihre Schützlinge bat), denen sie in ihrem Haus Fels des Heils in der Rothesoodstraße (da sich die Nachbarschaft über den starken Betrieb in den Unterkünften beschwerte, musste Bertha Keyser immer wieder neue Standorte suchen) ein Dach über dem Kopf gab. Zu ihrer Arbeit gehörten Armenspeisungen, Straßengottesdienste, Gefängnis- und Krankenbesuche und die Betreuung von Prostituierten. Durch ihre Hilfe für Obdachlose und Gestrauchelte wurde sie als „Engel von St. Pauli“ bekannt. Nach Kriegsende, im Alter von 77 Jahren, fing sie wieder ganz von vorn an, sammelte erneut Geld und unterhielt im Bäckerbreitergang Nr. 6–7 eine kleine Ladenwohnung, wo sie jeden Tag etwa hundert Hungrige mit Essen und, wenn nötig, auch mit Kleidung versah. Hier lebte und arbeitete sie bis zu ihrem Tod.

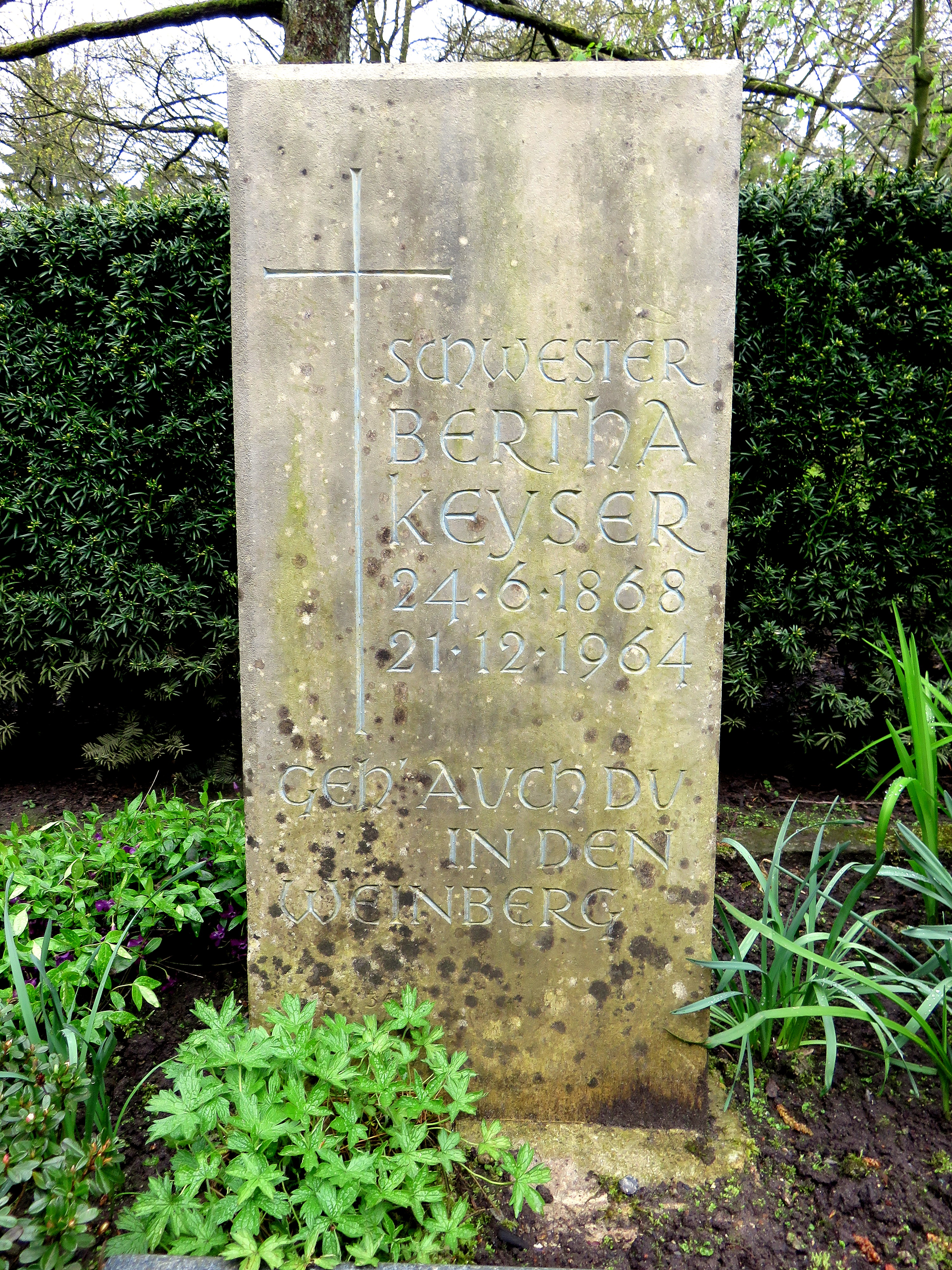
Grabstein im Garten der Frauen auf dem Friedhof Ohlsdorf

## Tod
Am 21. Dezember 1964 starb sie mitten in der Arbeit im Alter von 96 Jahren. Ihrem letzten Weg nach Ohlsdorf folgten 500 Trauergäste: Der Engel von St. Pauli war in der Hansestadt weit bekannt und hoch geehrt. Freunde sammelten Geld für ihren schlichten kleinen Grabstein mit den Worten „Geh auch du in den Weinberg“, der heute nicht mehr auf ihrer Grabstelle steht, sondern im Garten der Frauen auf dem Ohlsdorfer Friedhof neu aufgestellt wurde.

## Ehrungen
- 1983 wurde der Bertha-Keyser-Weg im Hamburger Stadtteil St. Pauli nach ihr benannt.
- Aufnahme in den Garten der Frauen im alten Teil des Ohlsdorfer Friedhofs nahe der Cordes-Allee beim Wasserturm. Dort fand 2007 eine Ausstellung zu ihren Ehren statt
- Ein Porträt in der Krypta der St. Michaeliskirche erinnert an Bertha Keyser

## Schriften
- Mutter der Heimatlosen. Lebenserinnerungen von Schwester Bertha Keyser. Hamburg: Die Posaune, 1938